# Мадонна Кастельфранко
Мадонна Кастельфранко (італ. Pala di Castelfranco) — вівтарний образ, котрий створив для головного собору міста Кастельфранко художник Джорджоне на початку 16 століття.

## Передісторія
Картина створена на замовлення. Замовником був військовий командир (кондотьєр) Туціо Констанцо (Tuzio Costanzo), сина віце-короля Кіпру, члена Мальтійського ордену, на згадку про померлого сина Маттео (не раніше весни 1503), який помер від лихоманки в Равенні у 1499 році у віці 23 років на службі Венеційської республіки. В приходській церкві Сан Ліберале Туціо Констанцо влаштовував родинну каплицю, де за планом мали бути поховання його сина Маттео та його самого. Вівтар каплиці і мав прикасити образ роботи молодого Джорджоне, уродженця міста Кастельфранко.
1724 року приходську церкву зруйнуваи, а на її вивільненому місці вибудували собор міста. В соборі була відновлена невелика капличка, куди перемістили і вівтар роботи Джорджоне.
8 грудня 1972 року картину було вкрадено із собору. Знайдено приблизно через три тижні у занедбаному будинку, ймовірно, після сплати викупу. Картину багаторазово «поновлювали» недосвідченою рукою. Після повторного відкриття вона була ретельно відреставрована у 2002—2003 роках у майстернях Венеційської академії та представлена на виставці «Чудеса мистецтва» (Le maraviglie dell'arte — за оригінальною назвою знаменитої книги Карло Рідольфі), а потім, у грудні 2005 року у Собор Кастельфранко.

## Опис твору
Формат вівтаря має трохи видовжену догори форму при збереженні гармонійності між шириною та довжиною. Молодий Джорджоне у вівтарі відійшов від відомих у Венеції схем вівтарів типу свята бесіда. Він подав зображення порфірового саркофага у підніжжя твору Мадонни, що примусило художника надто підняти трон Богородиці. Ознакою її прихильності до поховання Маттео стане коштовний килим, край котрого лежить на кришці саркофага. Ліворуч розташована фігура лицяря із прапром. Відомо, що два сини Туціо (померлий Маттео та Бруто Муціо) були членами Мальтійського ордену. Прапор Родоських лицарів, відділку ордена госпітальєрів, був вказівкою на приналежність братів до ордена і поданий художником в руку лицаря в обладунках.
Відомостей, хто саме з християнських вояків-святих зображений на картині, не збережено. Стереотипне мислення приводило до думки, що це святий Георгій Змієборець. Але його атрибути — не прапор, а спис і переможений Змій. Зупинились на думці, що це святий Ліберале, місцевий для Кастельфранко святий. Більше впевненості в фігурі ченця. Це святий Франциск Ассізький, процитований з картини його вчителя вівтар Сан Джоббе, композицію і фігури котрого Джорджоне вивчав. Враховуючи відбірковість в зображенні святих біля саркофага померлого Маттео існувала гіпотеза, що святі були також уособленням чеснот Маттео (лицар у обладунках — Хоробрість, святий Франциск — благочестя).
Формально Мадонна і двоє святих перебувають в стані святої бесіди, але вони надзвичайно відокремлені один від одного. Вівтар роботи Джорджоне дивує повною відсутністю зображень церковного інтер'єру чи церковної ніші, де він має бути за логікою. Замість них високий парапет, за котрим простягся рідкісної краси провінційний і тихий пейзаж із зображенням провінційної фортеці та гір вдалині.

## Реставрації
Вівтарна картина належить до достовірних творів Джорджне, про котру існує згадка у документах. Після віднайдення в 19 столітті записів Маркантоніо Мікіелі, сучасника Джорджоне, котрий бачив більшість картин майстра у венеційських помешканнях, коло його достовірних творів збільштилось до 20-и.
Мадонну Кастельфранко неодноразово поновлювали. Особливо помітними були втручання в пейзажне тло картини. Остання за часом реставрація була проведена у майстернях Галереї Академії (Венеція) у 2002—2003 роках.

## Галерея

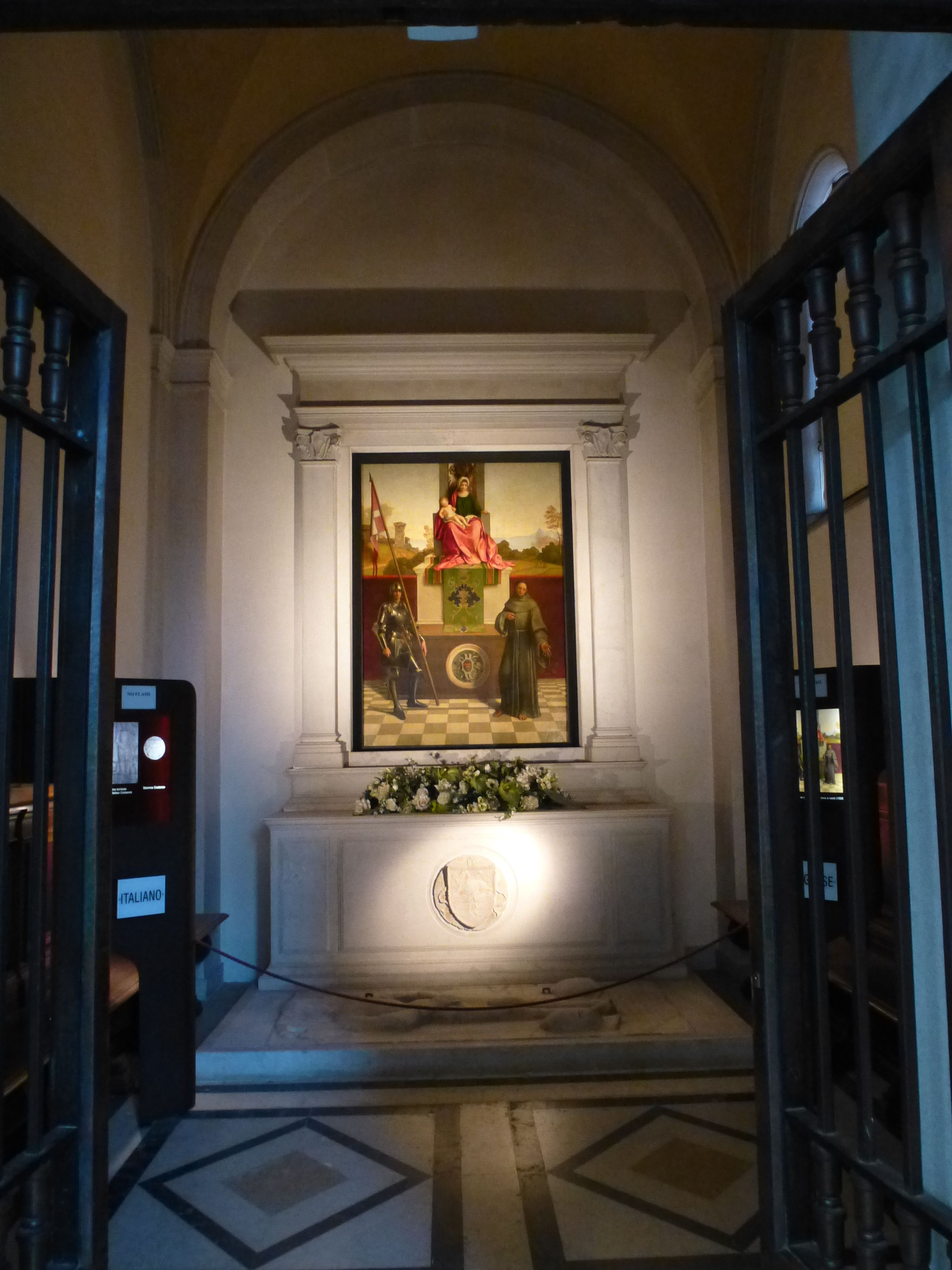
Мадонна Кастельфранко, експонування, фото 2012 р.
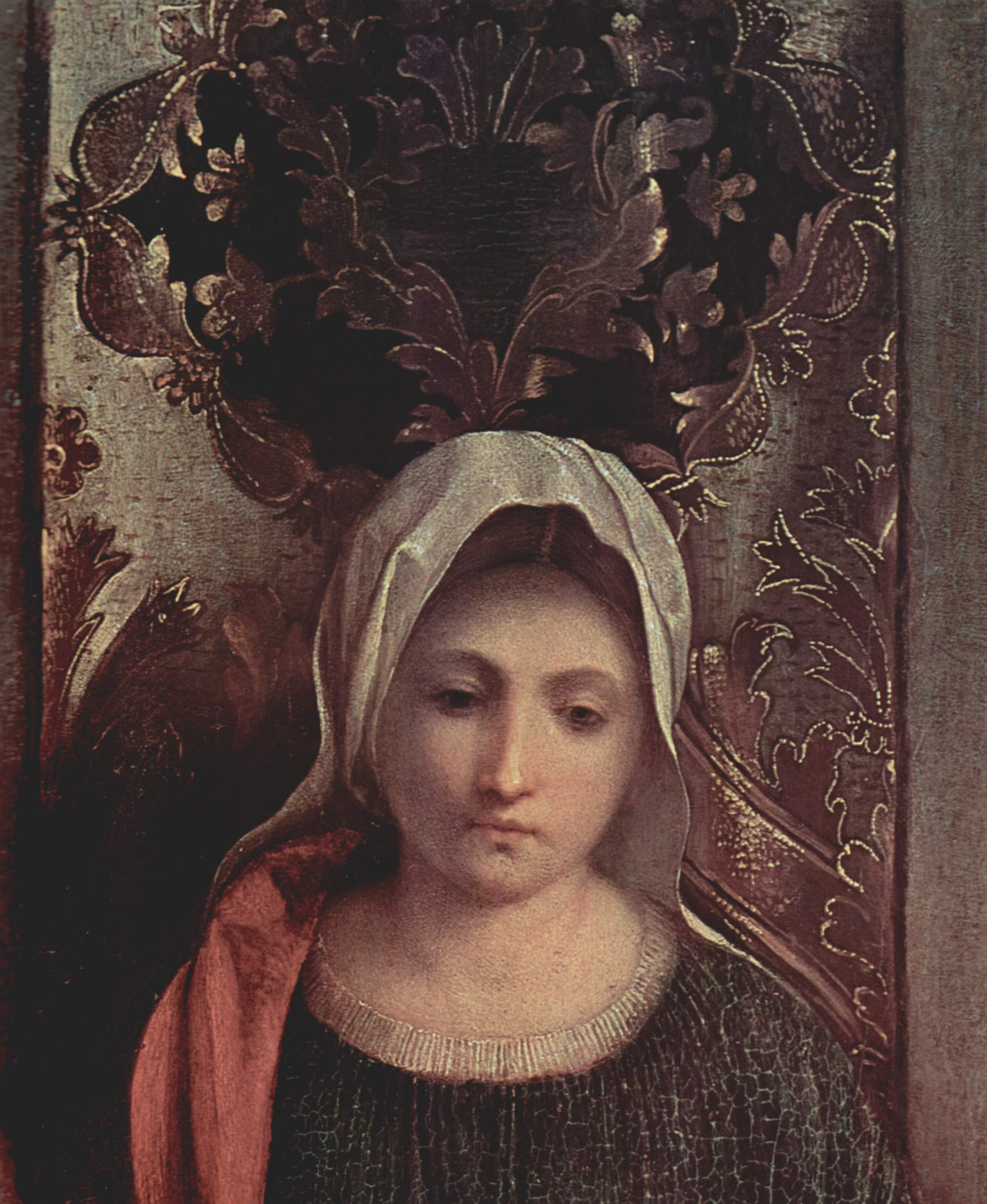
Обличчя Богородиці
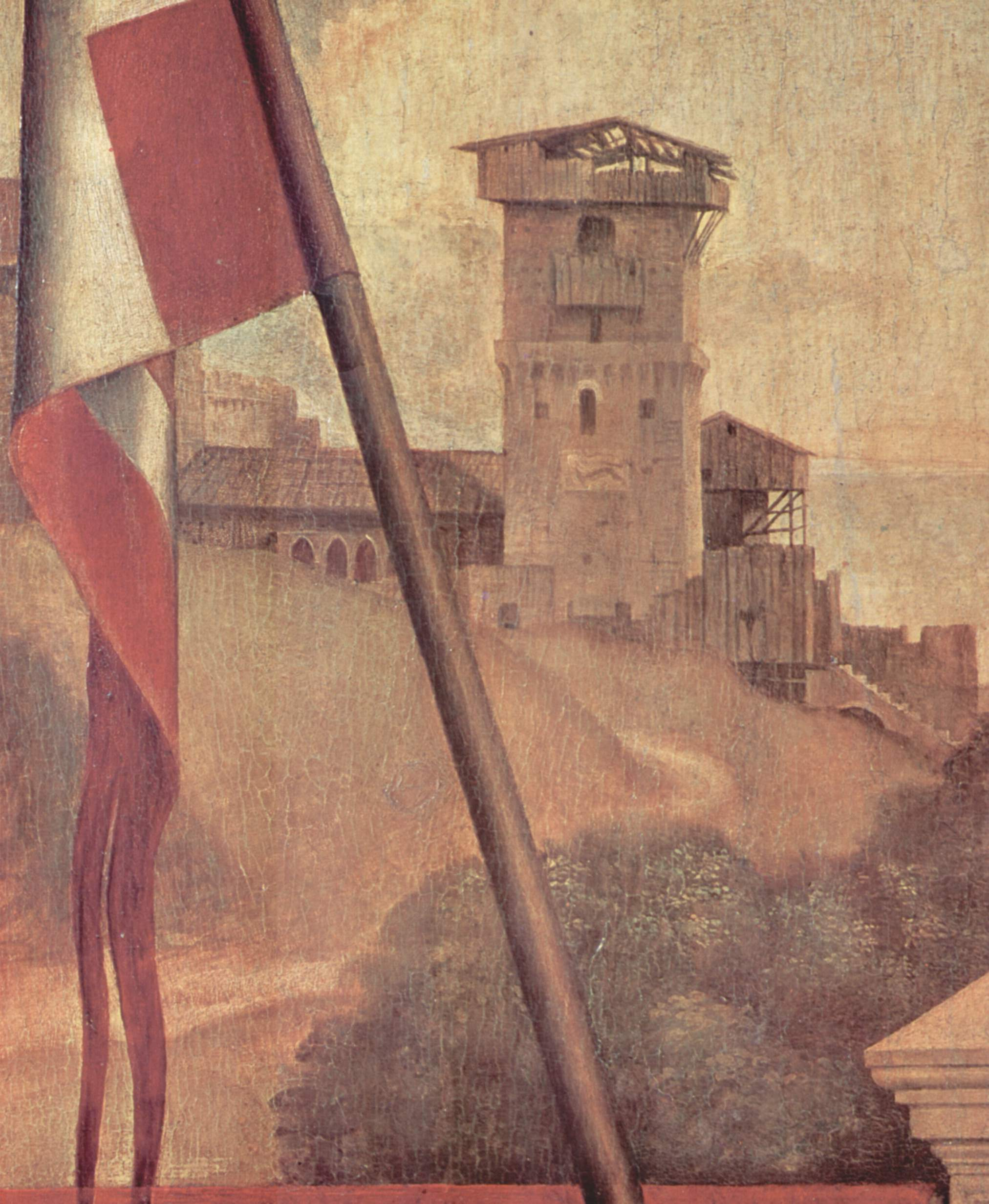
Донжон провінційної фортеці
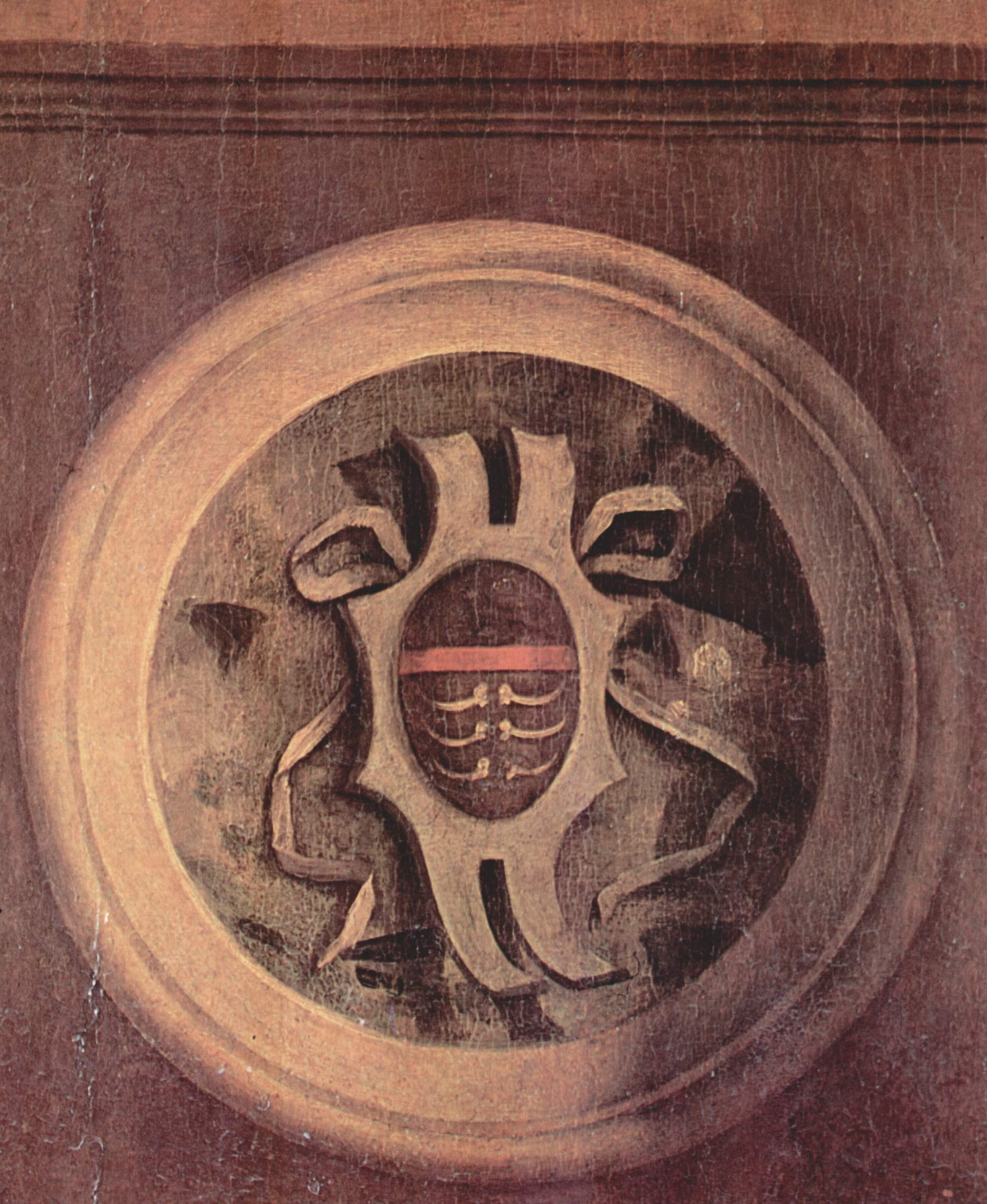
Герб Туціо Констанцо
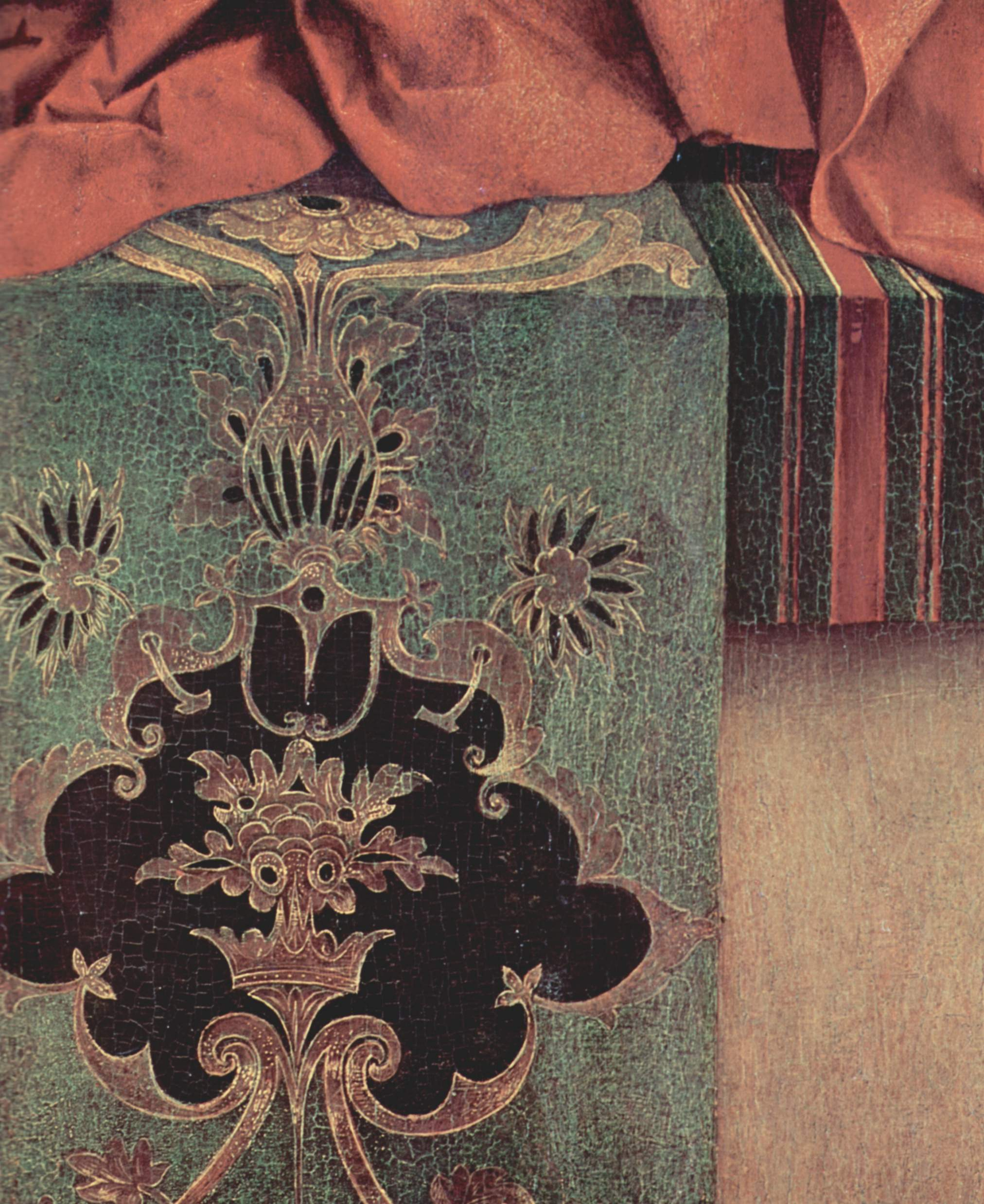
Коштовний килим на троні Мадонни